# Oscar Asche
John Stange(r) Heiss Oscar Asche, más conocido como Oscar Asche (26 de enero de 1871 – 23 de marzo de 1936), fue un actor, escritor y director teatral australiano, recordado por haber escrito, dirigido y actuado en el musical Chu Chin Chow, tanto en el teatro como en el cine, y por actuar, dirigir o producir muchas obras de Shakespeare así como musicales de éxito.

## Vida y carrera
Asche nació en Geelong, Victoria, Australia. Su padre, Thomas, era de origen noruego, y se convirtió en un próspero hotelero en Melbourne y Sídney.

### Inicios
Asche se educó en el Laurel Lodge, en Dandenong y en la Melbourne Grammar School, que dejó a los 16 años. En su juventud vivió como cuidador de ganado. Tras esta actividad, consiguió trabajo en una oficina, pero para entonces había decidido hacerse actor, por lo que empezó a realizar funciones privadas en su casa. Tras un viaje a Fiyi su padre accedió a mandarle a Noruega a estudiar interpretación. 
En Bergen, Noruega, Asche aprendió disciplinas relacionadas con la interpretación, encontrando la técnica noruega fácil y natural. Dos meses más tarde fue a Christiania (Oslo) a continuar sus estudios. Ahí conoció a Henrik Ibsen, que le recomendó viajar a Australia y trabajar en su propio lenguaje. Asche fue posteriormente a Londres y quedó tan impresionado por la actuación de Henry Irving y Ellen Terry en Enrique VIII, que vio la función seis veces. Continuó sus estudios en Londres, donde "corrigió" su acento australiano. En diciembre de 1892 viajó nuevamente a Noruega para dar un recital de Shakespeare que tuvo éxito y que le reportó un alivio económico. 

### Inicios de la carrera teatral
El 25 de marzo de 1893 Asche hizo su primera actuación, en el Teatro Opera Comique de Londres, como Roberts en Man and Woman. Después se unió a la compañía de Francis Robert Benson y durante ocho años fue ganando experiencia como actor. Entre otras actividades, actuaban en los festivales de verano de Stratford. Empezó con pequeños papeles, hasta llegar a interpretar a Carlos el Gladiador en Como gustéis, papel en el cual encajaba bien gracias a su excelente físico. También fue Biondelo en La fierecilla domada, entre otros papeles iniciales. Asche interpretó cientos de papeles con esta compañía, incluyendo los de Bruto, Rey Claudio y otros personajes shakespearianos. Su voz resonante y su aspecto formal eran a menudo mencionados en las críticas de sus actuaciones. Asche era un buen atleta y un buen jugador de críquet, jugando en el club de críquet Marylebone. 
Asche se casó con Lily Brayton, también miembro de la compañía, en 1898, y los dos fueron elegidos en muchas ocasiones para trabajar en las mismas obras. En 1900 Asche actuó con la compañía Benson en el Teatro Lyceum de Londres, donde su actuación como Pistol en Enrique V y su Rey Claudio en Hamlet fueron alabados. Tuvo otro éxito en el Teatro Garrick en 1901 cuando fue Maldonado en la obra de Arthur Wing Pinero Iris, su primer papel importante en la comedia moderna. También viajó a Estados Unidos para repetir el papel en Broadway en 1902. De vuelta a Londres, se unió a la compañía teatral de Sir Herbert Beerbohm Tree en 1902, y en 1903 fue Benedicto en Mucho ruido y pocas nueces, frente a la Beatriz de Ellen Terry. Otros papeles fueron Bolingbroke en Ricardo II, Christopher Sly and Petruchio en La fierecilla domada, Bottom en El sueño de una noche de verano, y Angelo en Medida por medida.

### Años como actor-director
En 1904, Asche y su mujer dirigieron el Teatro Adelphi. Entre las producciones que montaron figuran The Prayer of the Sword,  El sueño de una noche de verano ,  La fierecilla domada , Count Hannibal (la cual escribió con Conal Holmes O'Connell O'Riordan), y la obra de Rudolf Besier The Virgin Goddess. En ese mismo local fue en 1906 el Rey Mark en la pieza de Joseph Comyns Carr Tristram and Iseult,  junto a Lily Brayton y Matheson Lang.
En 1907 Asche y su esposa asumieron la dirección del Teatro His Majesty y produjeron Attila, de Laurence Binyon, con Asche en el papel principal. En ese mismo teatro hicieron representaciones innovadoras de obras de Shakespeare, tales como Como gustéis, con Asche como Jacques, y Otelo, con Asche en el papel del título. Hicieron su primera gira por Australia en 1909-10, con Asche interpretando a Petrucho, Otelo y a otros personajes. 
A su vuelta a Londres en 1911, Edward Knoblock escribió Kismet para Asche (fuente del posterior musical Kismet). Acortó la obra y la reescribió parcialmente, la produjo e interpretó con éxito el papel de Hajj. La producción se mantuvo dos años, y siguió una gira por Australia en 1911-12, con Kismet y con El sueño de una noche de verano y Antonio y Cleopatra. Nuevamente en Londres, Kismet se repuso con éxito, pero en octubre de 1914 la obra de Asche Mameena, basada en la novela de H. Rider Haggard Child of the Storm, aunque bien recibida en un principio, fue un fallo financiero, debido principalmente a las condiciones de Londres en los inicios de la Primera Guerra Mundial. 
En 1916 Asche produjo su obra Chu Chin Chow, con música de Frederic Norton, protagonizándola él mismo y su esposa, y manteniéndola en cartel desde el 31 de agosto de 1916 hasta el 22 de julio de 1921, un récord que permaneció durante décadas. Asche tenía el papel de Abu Hasan, y confesaba que "era terriblemente aburrido bajar aquellas escaleras noche tras noche para declamar las mismas viejas líneas". Pero Asche era perfeccionista, y el espectáculo nunca se descuidó. Chu Chin Chow también se representó en Nueva York en 1917 y en Australia en 1920. Asche también colaboró en 1919 con Dornford Yates en una adaptación musical de Eastward Ho!
Asche consiguió una gran reputación como productor, y mientras se mantuvo Chu Chin Chow dirigió la exitosa producción londinense de The Maid of the Mountains para Robert Evett y para George Edwardes. Como director, Asche tuvo gran influencia en su época. Fue un innovador en la iluminación del escenario y uno de los primeros en usarla como factor dramático en las producciones. Fue conocido por su uso del color, y por su sensibilidad para encontrar el límite entre la opulencia y la vulgaridad. Atrajo al teatro a una cantidad sin precedente de espectadores en los momentos difíciles de la Primera Guerra Mundial, y consiguió que el teatro compitiera en popularidad con el cine.

### Últimos años
Tras el éxito de Chu Chin Chow, Asche escribió otro musical que estrenó en Broadway en 1920 bajo el nombre de Mecca y, al año siguiente, en Londres con el nombre de Cairo. En 1922, Asche visitó nuevamente Australia, bajo contrato con J. C. Williamson, haciendo aplaudidas interpretaciones, entre ellas: como Hornblower en la obra de Galswortthy The Shin Game; como Maldonado en Iris, de Arthur Wing Pinero; sus personajes habituales en Chu Chin Chow y Cairo; el personaje del título en Julio César y otras obras shakespearianas. Su mujer no le acompañó en la gira. Por desacuerdos con Williamson, su contrato finalizó abruptamente en junio de 1924. A su vuelta al Reino Unido, como resultado de su afición al juego, las deudas fiscales y las inversiones desafortunadas, quedó en bancarrota. 
Posteriormente intentó montar nuevos musicales, incluyendo The Good Old Days of England (1928), financiado por su mujer, pero el éxito le fue esquivo. Aun así, siguió dirigiendo espectáculos. En 1933 hizo su última actuación con The Beggar’s Bowl, en el Teatro Duke of York. Asche también actuó en siete filmes entre 1932 y 1936 (incluyendo su papel de Espíritu de las Navidades Presentes en la película de 1935 Scrooge, junto a Seymour Hicks). 
En sus años finales, Asche engordó mucho, se arruinó, y su carácter se hizo violento.  Llegó incluso a separarse temporalmente de su esposa, con la que no tuvo hijos. Falleció en Bisham, Berkshire, a causa de una trombosis coronaria.

## Escritos
Asche escribió una autobiografía, Oscar Asche: His Life (1929). También escribió dos novelas: la Saga of Hans Hansen (1930) y The Joss Sticks of Chung (1931). Su obra Chu Chin Chow fue publicada en 1931, pero no lo fue el resto de su producción teatral. Entre estas se encuentran Mameena (1914), Cairo (1921), The Good Old Days, y The Spanish Main.  